# Kevin Barr
Pour les articles homonymes, voir Barr.
Kevin Barr est un homme politique (yukonnais) canadien, Il est élu député qui représente de la circonscription de Mount-Lorne-Lac-Southern à l'Assemblée législative du Yukon lors de l'élection yukonnaise du 11 octobre 2011 et il est membre du caucus du Nouveau Parti démocratique du Yukon.
Lors de l'élection canadienne du 2 mai 2011, il fait campagne en vue d'obtenir un siège à la Chambre des communes canadienne sous la barrière du NPD. Il termine en quatrième place contre Ryan Leef dans une course à quatre dans la circonscription électorale du territoire du Yukon.